# Егоїстичне упередження
Упередження корисливості — це будь-який когнітивний або перцептивний процес, спотворений потребою підтримувати чи підвищувати самооцінку, або тенденцією сприймати себе краще ніж є насправді. Вважається, що люди схильні приписувати успіх власним здібностям і зусиллям, але приписувати невдачі зовнішнім факторам. Коли люди відкидають справедливість негативного зворотного зв'язку, зосереджуються на своїх сильних сторонах і досягненнях, але не помічають своїх недоліків і невдач, або приділяють більше уваги роботі своєї групи, ніж іншим членам, вони захищають свою самооцінку від загроз та травм. Ці когнітивні та перцептивні тенденції породжують ілюзії та помилки, але вони також служать потребі особистості у повазі. Дослідження показали, що подібні атрибуції робляться в різних обставинах та ситуаціях, таких як робоче місце, міжособистісні стосунки, спорт і рішення споживачів.

## Історія
Теорія упереджень корисливості вперше привернула увагу наприкінці 1960-х — початку 1970-х років. Через зростання кількості дослідження на цю тему, у деяких людей виникли сумніви з цього приводу. У 1971 році з'явився страх, що гіпотеза виявиться невірною, як і гіпотеза перцептивного захисту Діксона. Однак зараз теорія є вкрай міцною. Під час розвитку цієї теорії, це було під час дослідження упередження атрибуції. Фріц Хайдер виявив, що в неоднозначних ситуаціях люди роблять вибір, опираючись на власних потребах, для того щоб підтримувати вищу самооцінку та точку зору. Ця специфічна тенденція стала тим, що ми зараз знаємо як упередження корисливості. Міллер і Росс в 1975 році провели дослідження, яке було одним із перших, в яких упередження корисливості, але й атрибуції успіхів та невдач у рамках цієї теорії.  Вони стверджували, що створене людьми упередження корисливості, є раціональним і не залежить від потреби людини в самооцінці. Це означає, що якщо результат події узгоджується з очікуваннями людини, то вона буде приписувати диспозиційні (внутрішні) фактори. З іншого боку, якщо результат події не відповідає очікуванням людини, вона буде робити ситуативні атрибуції, звинувачуючи оточення замість себе.

## Причини

### Захист стабільного, позитивного самовизначення
Як правило, дії людей засновані на їх особистісних рисах, а власна поведінка - на конкретній ситуації, так званій дивергенції суб'єкта-спостерігача. Однак, якщо результат власної поведінки вважається невдачею, самооцінка служить для підтримки стабільного, позитивного образу себе. Це викревлення використовується, зокрема, для запобігання когнітивного дисонансу, коли здається, що невдачі неможливо запобігти навіть зі збільшенням зусиль.
Другою підставою трактувати причини успіху як результат власних досягнень є бажання постати в хорошому світлі для себе та інших. Той, кому потрібно обгрунтувати поганий результат, любить виправдовуватися. Якщо це відбувається навмисно і систематично, тоді це називають управлінням враженнями.

### Попередні дослідження
Здатність впоратися з завданням зазвичай трактується людиною, що успіх обумовлений внутрішніми факторами, а невдача -  зовнішніми факторами. (vgl. Kelleys Kovariationsprinzip).

### Уникнення безпорадності
Переживання або повідомлення про катастрофи, хвороби чи злочини, що нагадують власну смертність, можна пом'якшити так званою оборонною атрибуцією. Той, хто переконує себе, що подібні трагедії трапляються лише з тими людьми, які самі сприяють, наприклад, тому, що вони погані, необережні або дурні («Гіпотеза справедливого світу» Мелвіна Лернера), тим самим створює ілюзію, що він може впливати на ініціацію таких подій. Жертви звинувачують себе у співучасті, оскільки тоді вони можуть подбати про те, щоб запобігти подібних ситуацій у майбутньому. Сторонні люди звинувачують жертв, бо тоді вони зможуть повірити, що самі від цього застраховані (vgl. Opfer-Abwertung).

## Методологія

### Лабораторне тестування
Дослідження упередження корисливості в лабораторії відрізняються залежно від експериментальних цілей, але мають основні фундаментальні аспекти. Учасники виконують певні завдання, часто пов'язані з інтелектом, соціальною чутливістю, здібностями до навчання або терапевтичними навичками.  Учасників можуть попросити працювати поодинці, парами або групами. Після виконання завдання учасники отримують випадковий фіктивний відгук..  У деяких дослідженнях використовуються механізми індукції емоцій, щоб досліджувати пом'якшувальний вплив на упередження корисливості.

### Нейронні експерименти
Деякі більш сучасні тести використовують методи нейронної візуалізації для доповнення до фундаментальних лабораторних процедур. Нейронні кореляти упередженості корисливості були досліджені за допомогою електроенцефалографії (ЕЕГ), а також функціональної магнітно-резонансної томографії (ФМРТ).  Ці процедури дають змогу зрозуміти активність області мозку під час прояву упередженості корисливості, а також механізм диференціації мозкової активності між здоровою та клінічною популяціями.

### Натуралістичні дослідження
Ретроспективні результати діяльності можуть бути використані для дослідження упередженості корисливості. Прикладом цього є звіт про результати діяльності компанії з подальшим самозвітом про результати. Ці атрибути самозвіту потім можна використовувати для оцінки того, як працівники та керівники компанії сприймають успіхи та невдачі. Цей метод можна використовувати для численних змінних результатів, щоб визначити наявність або відсутність упередженості корисливості.

## Фактори та змінні

### Мотивація
Два типи мотивації впливають на упередження корисливості: самовдосконалення та самопрезентація. Самовдосконалення спрямоване на підтримку власної гідності; приписування внутрішніх успіхів і зовнішніх невдач допомагає людям у самовдосконаленні. Самопрезентація — це прагнення донести потрібний образ іншим і зробити корисливі атрибути для керування враженнями. Наприклад, вони несуть особисту відповідальність за успіхи, але не невдачі, намагаючись вплинути на те, як їх сприймають інші. Мотивація працює у поєднанні з когнітивними факторами, щоб створити особисте задоволення та самозберігальні атрибуції результатів.

### Локус контролю
Локус контролю є одним із основних впливів стилю атрибуції. Особи з внутрішнім локусом контролю вважають, що вони мають особистий контроль над ситуаціями і що їхні дії мають значення. Ті, хто має зовнішній локус контролю, вважають, що зовнішні сили, випадок і удача визначають ситуації і що їхні дії нічого не можуть змінити. Особи із зовнішнім локусом контролю, швидше за все, виявляють упередженість корисливості після невдачі, ніж ті, хто має внутрішній локус контролю. Однак різниця в стилі атрибуції між особами з внутрішнім і зовнішнім локусами контролю не настільки помітна в успішних результатах, оскільки особи з обома типами стилю атрибуції мають менше потреби захищати свою самооцінку в успіху. Пілоти літаків із внутрішнім локусом контролю, ймовірно, виявляли упередження корисливості щодо своїх навичок та рівня безпеки.

### Стать
Дослідження показали невелику розбіжність у використанні чоловіками та жінками упередженості в корисливості. У опитуваннях самооцінки, які досліджували взаємодію партнерів романтичних стосунків, чоловіки, як правило, приписували негативну взаємодію своїм партнерам більше, ніж жінки. Це є доказом того, що чоловіки можуть виявляти упередженість корисливих інтересів більше, ніж жінки, хоча дослідження не розглядало позитивні атрибуції взаємодії.

### Вік
Було показано, що люди похилого віку мають більше внутрішніх причинно-наслідкових атрибуцій негативних наслідків. Різний стиль атрибуції в різному віці вказує на те, що упередженість корисливості може бути менш імовірною у літніх людей.

### Культура
Існують докази міжкультурних відмінностей у тенденції до прояву упередженості корисливості, особливо при розгляді індивідуалістичних (західних) проти колективістських (незахідних) суспільств. Сімейні та групові цілі є важливими в колективістських культурах. Навпаки, індивідуальні цілі та ідентичність, на які зосереджені індивідуалістичні суспільства, збільшують потребу людей у цих культурах охороняти та підвищувати свою особисту самооцінку. Хоча були продемонстровані відмінності, суперечлива література посилається на подібність причинно-наслідкових зв'язків між індивідуальними та колективними культурами, зокрема між Бельгією, Західною Німеччиною, Південною Кореєю та Англією.

### Самооцінка та емоції
Емоції можуть впливати на почуття власної гідності, що, у свою чергу, змінює потребу в захисті своєї самоідентичності. Вважається, що особи з вищою самооцінкою мають більше аспектів для захисту свого образу, і, отже, виявляють упередженість корисливості частіше, ніж особи з нижчою самооцінкою. У дослідженні учасники, яких спонукали відчувати емоції провини або відрази, рідше робили корисливі атрибуції успіху і рідше робили атрибуції самозахисту для невдач.

### Самосвідомість та можливість самовдосконалення
Взаємозв'язок між рівнями обізнаності індивідів і уявна можливість покращення також впливають на активізацію упередженості корисливості. Особи з високою самосвідомістю приписують невдачі собі, коли вони відчувають високу ймовірність покращення. Однак вони будуть брати участь у корисливих упередженнях, приписуючи невдачу зовнішнім факторам, коли відчувають низьку ймовірність покращення. Люди з низьким рівнем самосвідомості будуть приписувати невдачу зовнішнім факторам, незалежно від їхньої ймовірності покращення.

## Прояви у реальному світі

### Міжособистісні відносини
Чи проявляється упередженість корисливості, може залежати від міжособистісної близькості, відносин у соціальному контексті. Під час роботи в парах для виконання завдань на взаємозалежний результат, відносно близькі пари не виявляли упередженості корисливості, тоді як відносно віддалені пари виявляли. Дослідження, присвячене корисливому упередженню в контексті відносин, припускає, що це пов'язано з ідеєю, що близькі стосунки обмежують тенденції особистості до самовдосконалення. Людина стає скромнішою, перебуваючи в близьких стосунках, і рідше використовує ці стосунки для власної вигоди.
Партнери з розлучених шлюбів, як правило, звинувачують іншого партнера в невдачі шлюбу.

### Робоче місце
Упередження корисливості можна знайти в кількох аспектах робочого місця. Дослідження показують, що упередженість корисливості використовується для пояснення зайнятості: прийняття на роботу пояснюється особистими факторами, тоді як нездатність отримати роботу пояснюється зовнішніми факторами. Експериментальне дослідження пояснень безробіття шляхом прохання учасників уявити конкретні можливості працевлаштування та ймовірність отримати ці роботи, однак, не показало такого корисливого упередження. Дослідники стверджують, що це може бути пов'язано з ролевими відмінностями актор-спостерігач у упередженні корисливості. На робочому місці постраждалі від серйозних нещасних випадків на виробництві, як правило, пояснюють нещасний випадок зовнішніми факторами, тоді як їхні співробітники та керівництво, як правило, пояснюють нещасні випадки власними діями жертв.
Менеджери звинувачують співробітників або зовнішні фактори в економічних невдачах своєї компанії. Співробітники ж переважно схильні звинувачувати керівництво або зовнішні впливи. Як правило, менеджери схильні атрибуювати успіхи як внутрішні і контрольовані, невдачі ж - як зовнішні і неконтрольовані.[джерело?]

### Школа
Дослідження як у лабораторних, так і в польових умовах показали, що і вчителі, і студенти мають упереджене ставлення до результатів у класі. Ці атрибуції містять потенційну можливість конфлікту між вчителем та учнем, оскільки жоден з них не несе особистої відповідальності, оскільки учень може звинувачувати вчителя, а вчитель притягує учня до відповідальності. Однак і вчителі, і студенти також повідомили, що знають про упередженість інших, що вказує на те, що може бути можливий механізм вирішення конфліктів.
Для учнів та студентів успішна здача іспиту - це відповідний показник успішності. З іншого боку, після поганих оцінок вони, як правило, оцінюють іспит як „несправедливий“ або „було погано викладено матеріал“.[джерело?]
"Якщо ви не закінчите університет, ніколи не зможете забезпечити себе хорошою роботою."
"Ти вважаєш себе наймудрішим у школі? Так це тільки фальшива вага на онучах!"

### Комп'ютерні технології
Комп'ютери стали невід'ємною частиною повсякденного життя, і дослідження показали, що люди можуть підсвідомо ставитися до взаємодії з комп'ютером так, як вони ставилися б до соціальної ситуації. Цей висновок у поєднанні з тим, що відомо про упередженість корисливості в міжособистісних стосунках, показує, що споживачі, які використовують комп'ютер для купівлі продуктів, будуть брати особисту заслугу за успішні покупки, але звинувачують комп'ютер у негативному досвіді покупок. Проте було також виявлено, що споживачі більш охоче приписують успішні покупки комп'ютеру і не приписують комп'ютеру провину за невдалі покупки, якщо вони мають «інтимне саморозкриття» з комп'ютером, що Мун описує як розкриття особистої інформації. Інша причина полягає в тому, що люди настільки звикли до поганої функціональності, неінтуїтивних функцій, помилок і раптових збоїв більшості сучасних програмних додатків, що вони, як правило, не скаржаться на проблеми з комп'ютером. Натомість вони вважають, що це їхня особиста відповідальність передбачити можливі проблеми та знайти рішення комп'ютерних проблем. Це унікальне явище нещодавно було помічено в кількох дослідженнях взаємодії людини та комп'ютера.

### Спорт
Було показано, що особини демонструють корисливе упередження щодо спортивних результатів. В одному дослідженні колегіальні борці на рівні Дивізіону I самостійно оцінювали результати своїх передсезонних матчів. Переможці частіше, ніж переможені, пояснювали результат матчу внутрішніми причинами.
Досвідчені спортсмени частіше визнають власну невдачу, ніж інші; соло-спортсмени більш схильні до егоїстичного упередження, ніж командні спортсмени.[джерело?]

### Депресія
Пацієнти з клінічною депресією, як правило, виявляють меншу упередженість корисливості, ніж особи в загальній популяції. У дослідженні, яке досліджувало вплив настрою на упередженість корисливості, настроєм учасників маніпулювали, як позитивним, так і негативним. Учасники з негативним настроєм рідше приписували успішні результати собі, ніж учасники з позитивним настроєм, приписували успіх зовнішнім факторам. Було висловлено припущення, що негативний настрій у людей з депресією, а також їх зосереджена на собі увага пояснюють, чому клінічно депресивні особини рідше виявляють упередженість користі, ніж нормальні.

## Результати нейронних досліджень

### Функціональна магнітно-резонансна томографія (ФМРТ)
Упередження корисливості було досліджено методом ФМРТ у нормальних людей. Атрибуції, що використовують зміщення, показують активацію в дорсальному смугастому тілі, яке відіграє певну роль у мотивованій поведінці, а також у дорсальному передньому поясі. У пацієнтів із клінічною депресією зв'язки між дорзомедіальною префронтальною корою та лімбічними ділянками мозку, мабуть, слабкіші, тому цей зв'язок може відігравати певну роль у корисливих атрибуціях.

### Електроенцефалографія (ЕЕГ)
У дослідженні, в якому використовувався метод ЕЕГ для дослідження активації мозку, учасникам надали фіктивні результати зворотного зв'язку, які вказували на успіх або невдачу, і просили зробити атрибуції. На відміну від некорисливих відповідей, корисливі, не виявляли підвищеної активності дорзомедіальної лобової кори, що передувала рішенням про атрибуцію. Така недостатня мозкова активність означає, що самоконтроль, який контролюється дорзомедіальною лобовою корою, не настільки помітний у корисливих атрибуціях, як у некорисливих.

## Див. Також
- Гібрис
- Гординя
- Гордість
- Ефект Даннінга — Крюґера
- Ефект надмірної впевненості
- Манія величі
- Марнославство
- Нарцисизм
- Упевненість
- Упередження оминання
- Підтримка здійсненого вибору